# Ożarowice
Pour les articles homonymes, voir Ożarowice (homonymie).
Ożarowice est un village de la voïvodie de Silésie et du powiat de Tarnowskie Góry. Il est le siège de la gmina d'Ożarowice et comptait 1 532 habitants en 2008.